# Corosaurus alcovensis
Il corosauro (Corosaurus alcovensis) è un rettile acquatico estinto, appartenente ai saurotterigi. Visse tra il Triassico inferiore e il Triassico medio (limite superiore dell'Olenekiano - limite inferiore dell'Anisico, circa 247 milioni di anni fa) e i suoi resti fossili sono stati ritrovati in Nordamerica (Wyoming).

## Descrizione
Questo animale è noto per alcuni resti incompleti, tutti provenienti dalla formazione Alcova nello Wyoming. L'esemplare tipo è il resto più completo, e permette di ricostruire un animale lungo circa due metri. Lo scheletro assiale di Corosaurus era piuttosto primitivo, e ricordava quello dei suoi stretti parenti notosauri, mentre le zampe possedevano una struttura evoluta. L'omero era fortemente incurvato, mentre il femore, più snello, era più lungo di circa il 40% rispetto all'omero, ed era dotato di un grande trocantere interno. L'ulna e il radio erano corti, e possedevano un breve processo posteriore (olecrano). Tibia e fibula erano lunghe e strette, mentre sia il carpo che il tarso erano poco ossificati. Il cranio, al termine di un collo lungo, era largo e relativamente corto (lunghezza circa 15 centimetri) se raffrontato a quello di altri saurotterigi primitivi. Erano presenti grandi finestre sopratemporali, più grandi delle orbite stesse. Il rostro era basso e non si restringeva al termine, mentre la sinfisi mandibolare era robusta, e la punta del muso terminava in una struttura a forma di spatola. 

## Classificazione
Corosaurus alcovensis è stato descritto per la prima volta nel 1936 da E. C. Case, che scoprì uno scheletro quasi completo ma spezzato nella Alcova Limestone del Wyoming centrale. 
Corosaurus è stato a lungo considerato un rappresentante dei notosauri, un gruppo di rettili saurotterigi piuttosto specializzati per la vita acquatica, ma dotati di elementi ancora primitivi. Alcuni studiosi, come von Huene, lo reputarono una forma intermedia tra i notosauri e i plesiosauri, o addirittura un plesiosauro primitivo. Attualmente si preferisce considerare Corosaurus un saurotterigio basale, al di fuori del gruppo dei notosauri veri e propri e possibilmente imparentato con i pistosauroidi, che comprendono forme triassiche dalle caratteristiche specializzate verso una vita compiutamente acquatica e altre forme ancor più evolute, i plesiosauri del Giurassico e del Cretaceo (Rieppel, 1998).

## Paleoecologia
La presenza di Corosaurus nel Triassico inferiore del Wyoming pone un interessante problema paleogeografico; Corosaurus era un animale essenzialmente acquatico, probabilmente marino come tutti i notosauri, ma la regione in cui sono stati ritrovati i fossili doveva essere ben lontana, nel corso del Triassico, dalle sponde dell'antico oceano Tetide. Si suppone che, almeno per qualche milione di anni, vi fosse stata una qualche sorta di collegamento all'oceano, o forse Corosaurus era un animale di acqua salmastra.